# 王村港镇
王村港镇，是中华人民共和国广东省湛江市吴川市下辖的一个乡镇级行政单位。

## 行政区划
王村港镇下辖以下地区：
新港社区、王村港村、覃寮村、新梅村、米乐村和碌西村。